# Дебарг, Люка
Люка́ Деба́рг (фр. Lucas Debargue; род. 23 октября 1990, Париж, Франция) — французский пианист, лауреат XV конкурса Чайковского в Москве, состоявшегося в 2015 году.

## Биография
Родился в Париже, но вскоре семья переехала в Вильер-сюр-Куден, департамент Уаза. Его отец — физиотерапевт, мать — медсестра. Знакомство с музыкой ограничивалось отцовским CD с произведениями Моцарта и уроками флейты в местной школе.
По утверждению самого Люка, родители не поддерживали его занятия музыкой, полагая, что будущее в первую очередь должно быть связано с конкретным заработком.
Занятия на фортепиано Люка начал в школе в Компьене после развода родителей, когда ему было 11 лет. Его преподаватель, мадам Мюнье (фр. Muenier), понимая одарённость ученика, старалась поддержать тягу ученика к музыке, но никак не торопила его. Закончив общее образование, Люка бросил занятия музыкой и уехал в столицу, где поступил на литературный факультет Парижского университета.
Люка получил от отца электронное фортепиано и на слух начал подбирать симфонии Моцарта и концерты Баха. Затем он брал частные уроки у разных педагогов.
Отношение к музыке изменилось после выступления на концерте, организованном мэрией Компьеня. Там, по просьбе города, он сыграл Токкату Сен-Санса, Прелюдию Шопена, Мефисто-вальс Листа.
Последствием концерта стало поступление в Парижскую Высшую национальную консерваторию музыки и танца в класс Жана Франсуа Эссе, однако преимущественно Дебарг учился у Рены Шерешевской, ученицы профессора Московской консерватории Льва Власенко, — в региональной консерватории города Рюэй-Мальмезон и в парижской Нормальной школе музыки имени Альфреда Корто.
Говоря о своём ученике, Рена Шерешевская подчёркивает его феноменальные способности, выражающиеся, в частности, в умении исполнять сложные произведения по слуху. Так было, например, со «Скарбо» (фр. Scarbo) из «Ночного Гаспара» (фр. Gaspard de la nuit) и Сонатой № 3 ля минор С. Прокофьева. Полагая, что при исполнении произведений Люка как бы физически вплавляется в звук, передавая тончайшие нюансы композиторской мысли, Рена запретила ему играть гаммы, опасаясь снижения такого дара.
В творчестве Дебарга есть место джазу, который он играет в нескольких парижских ансамблях. Кроме того, он уделяет внимание русской музыке, в частности сочинениям Николая Метнера, Николая Рославца, Александра Скрябина, Сергея Рахманинова, Сергея Прокофьева.

## Профессиональные достижения
В 2014 году Люка Дебарг одержал победу на IX Международном конкурсе пианистов им. Адилии Алиевой во французском Гайаре (фр. Gaillard). В декабре 2014 года принял участие в V Международном конкурсе пианистов в Минске, но не прошёл дальше первого тура.

### XV Международный конкурс им. П. И. Чайковского
В 2015 году двадцатичетырёхлетний Люка Дебарг на XV Международном конкурсе им. П. И. Чайковского получил IV премию, диплом и Приз ассоциации музыкальных критиков Москвы. Как официально отмечается: «Приз ассоциации музыкальных критиков Москвы на XV Международном конкурсе имени П. И. Чайковского получает музыкант, чьи выступления на конкурсе стали заметным художественным явлением и чьи уникальное дарование, творческая свобода и красота музыкальных трактовок произвели большое впечатление на публику и критику». Самим призом стал сольный концерт исполнителя в Камерном зале Московского международного Дома музыки, состоявшийся 21 декабря 2015 года.
Интересно, что до конкурса имени Чайковского никакого опыта выступлений с оркестром Люка не имел. На конкурсе это пришлось делать дважды — во втором туре с концертом В. А. Моцарта и в финале с концертами П. И. Чайковского и Ференца Листа.
С тех пор его карьера развивается стремительными темпами, он дает около 60-70 концертов в год по всему миру в престижнейших залах, включая гастроли в России.

## Некоторые выступления
- Люка Дебарг исполняет произведения Чайковского, Листа, Равеля // Сайт Liveinternet.ru
- Люка Дебарг. Выступление в Первом туре конкурса Чайковского. // Официальный сайт XV Международного конкурса им. П. И. Чайковского
- Люка Дебарг. Выступление во Втором туре конкурса Чайковского. // Официальный сайт XV Международного конкурса им. П. И. Чайковского
- Люка Дебарг. Выступление в Третьем туре конкурса Чайковского. // Официальный сайт XV Международного конкурса им. П. И. Чайковского